# کیم جونسو
کیم جونسو (کره‌ای: 김준수، ژاپنی: ジュンス); متولد ۱۵ دسامبر ۱۹۸۶ ثبت شده در اول ژانویه ۱۹۸۷ می‌باشد. او همچنین با نام ژیا با (تلفظ ژی -اه) بر روی صحنه شناخته می‌شود. خواننده و ترانه‌سرا، و بازیگر که بیشترین شهرتش بخاطر عضویت در گروه‌های TVXQ و جی‌وای‌جی است. او اخیراً به عنوان بازیگر موزیکال هم فعالیت می‌کند.

## زندگی‌نامه

### اوایل زندگی
کیم جونسو درگیونگی-دو، کره جنوبی بزرگ شد. مادرش Miss Korea (دختر شایسته) سابق کره‌است. جونسو یک برادر دوقلو به نام جونهو که دارد که با نام زونو شناخته می‌شود.
جونسو بعد از شرکت در ششمین سالگرد برنامه Starlight Casting System با شرکت SM Entertainment قرار داد بست. او در سن یازده سالگی به شرکت SM Entertainment پیوست و اولین قراردادش در ۱۲ فوریه سال ۲۰۰۰ بود.
در سال ۲۰۰۲ جونسو در برنامه‌ای به نام "Survival Audition- هی جون در مقابل گانگ تا-نبرد قرن "به همراه این هیوک و سونگ مین از سوپر جونیور و سه عضو از گروه راک TRAX (جی کیم، نومین وو و کانگ جونگ وو) ظاهر شد. این برنامه بوسیله مون هی جون و کانگ تا، دو عضو گروه H.O.T. و دو عضو سابق شرکت SM Entertainment داوری می‌شد. کانگ تا از جونسو بسیار تعریف کرد و گفت که او استعداد خواننده اصلی شدن را دارد.

### TVXQ: از سال ۲۰۰۳ تا ۲۰۰۹
کیم جونسو اولین عضوی بود که به گروهتی‌وی‌ایکس‌کیو پیوست. پس از شش سال کار به عنوان کارآموز، به عنوان بخشی از تی‌وی‌ایکس‌کیو در زمان درخشش BoA و Britney Spears در ۲۶ دسامبر ۲۰۰۶ معرفی شد. او نام "Xiah «را به عنوان نام هنری خود انتخاب کرد که به گفته خودش مخفف نام»Asia «بدون تلفظ»a" در Asia است. " Xiah" اشاره‌ای ست به این نکته که او می‌خواهد نه تنها در کره بلکه در سراسر آسیا به عنوان ستاره شناخته شود.
به عنوان عضوی از TVXQ جونسو در چهار آلبوم کره‌ای، چهار آلبوم ژاپنی، سی ترانهٔ تک ژاپنی و چندین ترانهٔ تک کره‌ای حضور داشته‌است. همچنین وی در دو برنامه تلویزیونی تئاتر پانچونو فیلم «تعطیلات» به همراه TVXQ ظاهر شده‌است.
در سال ۲۰۰۶ جونسو به همراه زانگ لین در اولین ترانه تک او به نام «بی‌انتها» همکاری داشت. «بی‌انتها» بازسازی قطعهٔ دونفری Kelly Clarkson و Justin Guarini که در سال ۲۰۰۳ منتشر شده بود. جونسو در دومین قسمت موزیک ویدئوی ترانه نقش اصلی را داشت.
در سال ۲۰۰۷ به عنوان عضوی از گروه پروژه Anycall سامسونگ به نامAnybandانتخاب شد. این گروه متشکل از BoA و Tablo از Epik High و پیانیست جاز «جین برا» بود. «» تنها یک تک ترانه را منتشر کرد.
در طول فعالیتش به عنوان عضوی از TVXQ، جونسو چندین ترانه را نوشته و آهنگسازی کرد که در آلبوم‌های کره‌ای و ژاپنی گروه منتشر شد. اولین ترانه‌ای که آهنگسازی کرد ترانهٔ " White Lie" بود که در آلبوم سوم TVXQ به نام "O -Jung.Ban.Hap" منتشر شد.
در دومین تور کنسرت آسیای TVXQ یک ترانه تصنیفی به نام" O «راکه خودش آهنگسازی کرده بود به صورت تک خوان با نام»My Page «اجرا کرد. همچنین ترانهٔ تک خوان»Rainy Night «که در نوزدهمین آلبوم تکی ژاپنی» If... /Rainy Night «بود که در بخشی از پروژه» TRICK " منتشر شدو برای بازگشت TVXQ در سال ۲۰۰۸ جونسو ترانهٔ " Picture of You " را نوشت که در آلبوم چهارم کره‌ای TVXQ به نام " Mirotic «جایگاه ویژه‌ای پیدا کرد. در سومین تور آسیایی میروتیک وی دیگر ترانه تکی خود را به نام»Xiahtic «اجرا کرد که همچنین در تور زنده توهوشینکی در ژاپن در سال ۲۰۰۹که با نام»The Secret Code " در توکیو برگزار شد بازسازی و اجرا شد. ورژن بازسازی شدهٔ ژاپنی این ترانه بیست و نهمین ترانهٔ تک ژاپنی TVXQ را تشکیل می‌دهد.

### سال ۲۰۰۹: اقامه دعوی علیه شرکت SM Entertainment
در ۳۱ ژوئیه سال ۲۰۰۹، جونسو به همراه دو عضو TVXQ کیم جیجونگ و پارک یوچون درخواستی را به دادگاه بخش مرکزی سئول برای تعیین صحت اعتبار قراردادشان با شرکت SM Entertainment ارائه دادند. مشاوران حقوقی آن‌ها قبلاً هشدار داده بودند که قرارداد ۱۳ ساله بسیار طولانی است، برنامه‌های اجرایی بدون تأیید و اجازه اعضا انجام می‌شود، شرایط قرارداد بدون آگاهی یا توافقشان تمدید شده و درآمد گروه به‌طور منصفانه بین اعضای گروه تقسیم نمی‌شود.
دادگاه بخش مرکزی سئول با یک قرارداد موقت برای سه عضو موافقت کرد و در اکتبر سال ۲۰۰۹ حکمی را مبنی بر دخالت نکردن شرکت SM Entertainment در فعالیت‌های شخصی اعضا صادر نمود و همچنین به اعضا اجازه داده شد که همچنان به عنوان عضو TVXQ فعالیت کنند. اخیراً دادخواه اصلی اعتبار یا عدم اعتبار قرارداد سه عضو با شرکت SM Entertainment در جریان است.

### ۲۰۱۰-تاکنون JYJ و پروژه‌های تک خوانی
در ژانویه سال ۲۰۱۰ جونسو فعالیت موزیکال خود را به عنوان بازیگر اصلی کره‌ای در نمایش موزیکال اتریشی به نام ولفگانگ آمادئوس موتسارت آغاز کرد. کار وی به عنوان بازیگر موزیکال با واکنش خوبی روبرو شد به‌طوری‌که بلیط‌های هر نمایش او به‌طور کامل در زمان کوتاهی فروخته می‌شد. وی همچنین توانست جایزه بهترین تازه‌وارد را در مراسم‌های مختلف جوایز موزیکال از آن خود کند.
جونسو در آوریل، کار خود را در جی‌وای‌جی متشکل از یک گروه سه نفره همراه با کیم جیجونگ و پارک یوچون آغاز کرد، این گروه که در ابتدا با نام (جونسو/ یوچون/ جی جونگ) آغاز به کار کرد حضورش بوسیلهٔ شرکت اوکس تراکس در ژاپن اعلام شد.
بعد از اینکه TVXQ برای مدت نامعلومی از هم جدا شد، اوکس تصمیم گرفت که جونسو کار مستقل خود را آغاز کند. او یک آهنگ جداگانه را در ۲۶ می‌منتشر کرد. این آهنگ که با عنوان "Kanashimi no Yukue" و با نام انگلیسی "The Whereabouts of Sadness " ثبت شد، در تم آهنگ سریال ژاپنی "A Love Letter 5 Years From Now " بکار رفت. همچنین یک تبلیغ تلویزیونی "Intoxication" آهنگی را که جونسو آهنگسازی واجرا کرده بود نشان داد و این برنامه باعث شهرت آن شد. آهنگ Intoxication ترک اصلی آلبوم تکی ای است که او آن را ارتقا داد. در پی انتشار آلبوم (Xiah EP)یک شبکه تلویزیونی با نام BeeTV از دیگر آهنگ‌های آن آلبوم به عنوان تم ترانه سریال "～Beautiful Love～" استفاده کرد.
در سپتامبر جی‌وای‌جی آلبوم "...The" را منتشر کرد که در نمودار آلبوم Oricon ژاپن رتبه اول را بدست آورد. اما اوکس توقف تمام فعالیت‌های گروه را در ژاپن در سپتامبر همان سال اعلام کرد.
جی‌وای‌جی اقدام به انتشار " The Beginning" کرد یک آلبوم جهانی که دارای ترانه‌هایی به زبان انگلیسی بود. جونسو ترانهٔ تک خوان خود را در آلبوم با نام " I Can Soar" نوشت. گروه آلبوم جدید خود را به وسیلهٔ تور جهانی که شامل کره و کشورهای آسیای شرق و آمریکا بود در ماه‌های اکتبر و نوامبر ترویج کرد.
در ماه اکتبر، جونسو همکاری خود را با هانگارین آهنگساز ترانه " Sylvester Levay" برای کنسرتی به نام " کنسرت موزیکال کیم جونسو، Levay با دوستان" آغاز کرد. این کنسرت از هفتم تا دهم اکتبر به مدت چهار روز در ورزشگاه المپیک ژیمناستیک در سئول برگزار شد. بازیگر آلمانی مشهور موزیکال "Uwe Kröger " که در چندین موزیکال با "Levay " همکاری داشت نیز در این کنسرت شرکت کرد. در طی اجرای مجدد جونسو نقش "Intoxication " برای اولین بار در مقابل تماشاچیان کره‌ای اجرا کرد. بلیط‌های اولین روز در عرض ۲۰ دقیقه فروخته شد.
در ۲۵ ژانویه ۲۰۱۱ جی‌وای‌جی با کمپانی دیگری آلبومی به شکل «Music Essay (زندگی به سبک موسیقی) را با نام»Their Rooms, Our Story «منتشر کردند. جونسو در آهنگسازی و ترانه‌سرایی دو ترک آلبوم به نام "Mission " و "Fallen Leaves " شرکت داشت.
در فوریه جونسو دومین موزیکال خود را با نام "Tears of Heaven" آغاز کرد. وی نقش "جون" را بازی کرد، یک سرباز کره‌ای که عاشق خواننده‌ای ویتنامی در طول جنگ ویتنام می‌شود. ۱۵۰۰۰ بلیط اولیه موزیکال در طی ۵دقیقه فروخته شد و ۱۳۰۰۰ بلیط بعدی در عرض ۳ دقیقه و ۳۰ ثانیه به فروش رفت.
در ابتدای آوریل، جونسو برای اولین تور جهانی جی‌وای‌جی به آسیا و شمال آمریکا سفر کرد. سپس مدت این تور تمدید شد، در اروپا و آمریکای جنوبی یعنی دراسپانیا، آلمان، شیلی، و پرو هم برگزار شد.
در ماه می، جونسو به عنوان نمایندهٔ افتخاری برای پنجمین موزیکال اوارد همراه با بازیگر زن موزیکال "Jo Jung Eun" تعیین شد. همچنین وی نامزد بهترین بازیگر و برنده جایزه "محبوبترین ستاره " مراسم اوارد شد
در همین زمان به عنوان ایفاکننده نقش ولفگانگ موتزارت در موزیکال "موتزارت!" در کره جنوبی تعین شد.
در ۵ آگوست جونسو آهنگ "You Are So Beautiful " را برای موسیقی سریال "بوی خوش زن" منتشر کرد. مدت کوتاهی پس از انتشار آن، این آهنگ در چندین نمودار رتبه بالایی دریافت کرد.
جی‌وای‌جی در ۲۸ سپتامبر اولین آلبوم کامل کره‌ای خود را به نام"In Heaven " منتشر کرد. جونسو و سونگ جی هیون در موزیک ویدئویی ۶ دقیقه‌ای برای آهنگ اصلی آلبوم "In Heaven " بازی کردند.
در نوامبر جونسو برنده جایزه " محبوب‌ترین ستاره" در هفدهمین اوارد موزیکال کره به همراه ستارهٔ دیگر این نمایش "Yoon Gong Joo "شد. در ششم دسامبر وی جایزهٔ کی پاپ سوپر استار را از " جوایز جواهرات آسیا سال ۲۰۱۱ " دریافت کرد که در سئول برگزار شد.
در سال ۲۰۱۲ جونسو در موزیکال ونیزی " Elisabeth" در نقش مرگ ظاهر خواهد شد، جوانی که عاشق همسر امپراتور اتریش می‌شود. "Elisabeth of Bavaria " کسی است که رابطه پیچیده‌ای از عشق و نفرت دارد که در سراسر زندگی او دوام پیدا می‌کند. این موزیکال به مدت سه ماه از فوریه تا می‌روی صحنه خواهد رفت.
در ژوئن۲۰۱۲، کیم جونسو جایزه محبوبیت رو با حضورش در موزیکال الیزابت در ششمین جشنواره موزیکال که در تئاتر ملی کره برگزار می‌شد دریافت کرد بدین گونه او این جایزه را برای سه سال متوالی دریافت کرد

### کمک‌های بشردوستانه
کیم جونسو و طرفدارنش سال‌هاست صمیمانه با آژانس امداد کره (ADRA) همکاری می‌کنند. (ADRA) یک گروه بین‌المللی خصوصی و وابسته با سازمان ملل است.
بر اساس گزارشی در سال ۲۰۰۹ این آژانس فعالیتی را مبنی بر ساختن خانه‌ها و کمک‌های بشردوستانه به بهبود وضعیت معیشتی در مناطق محروم در کامبوج آغاز کرد. در سال اول این کمک‌ها از طرف جونسو و طرفدارانش به صورت کمک‌های مالی تنظیم شد. اعضای فن کلوپ تصمیم گرفتند یک هدیه ارزشمند را با جمع‌آوری هدایا و مبالغ نقدی در اختیار آژانس کره‌ای ADRA قرار دهند.
گرچه جونسو فرد شناخته شده‌ای برای مردم آن منطقه نیست، اما بخاطر کمک‌های سخاوتمندانه او، دهکده به نام " Xiah Junsu " نامگذاری شده‌است. همان‌طور که دهکدهٔ " Xiah Junsu " توجه زیادی را به خود معطوف کرد، این پروژه به مناطق دیگر مانند " پورسات" در جهت بهبود شرایط زندگی کودکان فقیر منطقهٔ کامبوج نیز بسط داده شد.
از سال ۲۰۰۸ جونسو به صورت مخفیانه در پروژهٔ "ساختن خانه‌هایی از عشق "، که به وسیلهٔ آژانس " ADRA Korea " حمایت می‌شد، فعالیت می‌کرد. این پروژه در رابطه با کمک به بهبود نابسامانی‌های محیطی مردم منطقه ی" Dangjin-gun " بود
تا سپتامبر سال ۲۰۱۱ شش خانه برای معلولان و سالمندان فقیری که به تنهایی در Dangjin-gun زندگی می‌کردند ساخته شد، همچنین از طریق این پروژه خانه‌ای جدید برای زندگی مردمی از اقوام مختلف که به صورت خانوادگی در " Taean-gun " زندگی می‌کنند ایجاد شد
کیم جونسو مراسمی را با عنوان " Happy Energy " برای جمع‌آوری هدایا به صورت آنلاین بوسیله سایت کره‌ای " Naver " ترتیب داد.
او برای حمایت از پروژهٔ ساخت مدرسهٔ موسیقی برای بچه‌های Jirani کنیای آفریقا کمک کرد. جایی که بچه‌ها بتوانند موسیقی بیا موزند.
جونسو می‌گوید: مردم می‌توانند الهام و عشق را در موسیقی پیدا کنند و او می‌خواهد با ساخت یک مدرسهٔ موسیقی در کنیا به ایجاد آن کمک کند.
به عنوان یک بازیکن فوتبال علاقه‌مند و کاپیتان تیم میزبانان کره جنوبی به نام " FC MEN " او و تیمش در کارهای متنوع خیریهٔ مسابقات فوتبال شرکت کرده‌اند.
طرفداران کیم جونسو همچنین کارهای خیریهٔ دراز مدتی را به عهده گرفتند. " Xiah Soul " یکی از بزرگ‌ترین انجمن‌های طرفدار جونسو است، که به‌طور دائمی هزینه‌های دارویی و اعمال جراحی کودکان و نوجوانان دارای مشکلات و آسیب دیدگی‌های شنوایی را تحت پوشش قرار می‌دهد. طرفداران همچنین برای حمایت از موزیکال جونسو، چندین تن برنج برای نیازمندان فرستاند.
در دسامبر ۲۰۱۱همان‌طور که می‌دانید با کمک جونسو مدرسه‌ای در دهکده‌ای کوچک در منطقهٔ روستایی Pursat واقع در " کومبدیا " ساخته شده‌است. این پروژه با تلاش مادر جونسو امکان‌پذیر شد، زیرا میزان وخامت وضعیت ساکنان آن منطقه بعد از بازدید وی از آنجا مشخص شد.
تمایل ساکنان برای پیشرفت تحصیلی فرزندانشان علی‌رغم داشتن وضعیت بد اقتصادی جونسو را بر آن داشت تا هزینهٔ ساخت مدرسهٔ جدید را بر عهده بگیرد. بعد از پنج ماه ساختمان مدرسه که شامل شش کلاس، اتاق‌های جداگانه برای برنامه‌های ویژه، دستشویی و امکانات تصفیهٔ آب بود ساخته شد. حدود ۲۰۰ کودک تحصیل را در آنجا به صورت رایگان آغاز کردند و انتظار می‌رود بزودی ۱۰۰ کودک دیگر به آن اضافه شود.
در ۲ فوریه ۲۰۱۲، کیم جونسو به همراه اعضای JYJ به عنوان سفیر افتخاری 'اجلاس امنیت هسته‌ای انتخاب شد. اجلاس رهبران سازمان‌های بین‌المللی از ۵۰ کشور مختلف جهان به مدت دو روز در تاریخ ۲۶ و ۲۷ ماه مارس ۲۰۱۲ برگزار خواهد شد.

## آلبوم‌ها

### تک‌آهنگ‌ها
| انتشار | عنوان                            | موقعیت در نمودار         | موقعیت در نمودار      | موقعیت در نمودار    | فروش‌های ژاپن | یادداشت‌ها                                                       |
| انتشار | عنوان                            | نمودارهای تک خوان Oricon | ۱۰۰ بیلبورد جذاب ژاپن | آهنگ‌های دیجیتالRIAJ | فروش‌های ژاپن | یادداشت‌ها                                                       |
| ------ | -------------------------------- | ------------------------ | --------------------- | ------------------- | ------------ | --------------------------------------------------------------- |
| ۲۰۱۰   | شیا - قالب‌ها: CD, دانلود دیجیتال | ۲                        | ۴                     | ۳۸ ۴۶ ۴۹            | ۲۲۵۰۰۰ +     | - ۲۲۵۶۳۸ نسخه در پایان سال، مقام ۲۸ در نمودار فروش‌های پایان سال |